# Bruno Thost
Bruno Thost (* 23. April 1936 in Erfurt; † 28. August 2019 in Lahr/Schwarzwald) war ein deutscher Schauspieler, Theaterregisseur und Intendant.

## Leben

### Ausbildung
Thost wuchs in Thüringen, Berlin, Sachsen und Baden-Württemberg auf. Einen Großteil seiner Kindheit verbrachte er in Seelbach, wo sein Vater eine Stelle an der dortigen Wetterstation erhalten hatte. Er absolvierte das Abitur am Scheffel-Gymnasium in Lahr. Thost studierte in den 1950er Jahren zunächst sechs Semester Maschinenbau in Stuttgart, wechselte dann jedoch ab 1961 zum Schauspielstudium. Thost absolvierte die Schauspielausbildung an der Staatlichen Hochschule für Musik in Stuttgart. 1963 legte er dort die Abschlussprüfung ab.

### Theater
Thost kam als Eleve an das Staatstheater Stuttgart. Dort übernahm er kleinere Sprechrollen, war nebenbei auch als Inspizient, Regieassistent tätig und sang im Extrachor der Staatsoper Stuttgart, unter anderem in Rienzi und Carmina Burana. Am Theater der Altstadt in Stuttgart machte er Anfang der 1960er Jahre seine erste eigene Inszenierung, die Posse Frühere Verhältnisse mit Gerhard Dorfer; dort trat er auch als Skip in dem Musical Prairie-Saloon von Lotar Olias auf. 1963 wechselte er an die Komödie im Marquardt in Stuttgart, wo er als Regieassistent und Schauspieler engagiert war; mit Gunther Philipp spielte er dort gemeinsam in dem Bühnenerfolg Die Kaktusblüte.
Er hatte dann in Deutschland weitere Engagements am Schauspiel Cuxhaven, an der Kleinen Komödie in Hamburg (u. a. als  Zuhälter Hippolyte in Irma la Douce; Partner: Evi Kent, Claus Wilcke), an den Hamburger Kammerspielen, am Ernst-Deutsch-Theater und in Düsseldorf.
Seit 1970 spielte er auch am Burgtheater Wien. Bis zu seiner Pensionierung im August 2001 war er dort festes Ensemblemitglied. In Österreich hatte er Engagements an verschiedenen Wiener Bühnen, unter anderem  am Theater der Jugend, am Raimundtheater, an der Volksoper Wien und am Theater in der Josefstadt. Thost trat auch in Österreich weiterhin als Operetten- und Musicaldarsteller hervor, unter anderem an der Wiener Kammeroper (als Fürst Ypsheim-Gindelbach in der Operette Wiener Blut), am Theater an der Wien (Paganini, Die drei Musketiere von Ralph Benatzky) und am Stadttheater Baden bei Wien (Don Quixote in Der Mann von La Mancha, Fabrikant Giesecke in der Operette Im Weißen Rößl). Gastengagements hatte er am Stadttheater Klagenfurt und am Stadttheater St. Pölten.
1970 spielte Thost bei den Karl-May-Festspielen in Bad Segeberg den Schurken Grinley in  Der Ölprinz. 1973 und 1974 wirkte er, gemeinsam mit Harry Hornisch, bei den Salzburger Festspielen als Graf von Wiltshire in der Produktion Das Spiel der Mächtigen II mit, einer Bearbeitung von William Shakespeares Drama Heinrich VI. von Regisseur Giorgio Strehler. Von 1982 bis 1984 spielte er dort als Knecht auch eine kleinere Rolle in Otto Schenks Inszenierung von Der Zerrissene.
2004 begründete er die „Seelbacher Freilichtspiele“ im Schuttertal, die er bis 2015 als Intendant leitete. 2009 führte er dort Cyrano de Bergerac auf, 2010 den Faust (2010), worin er den Mephisto spielte. Weitere wichtige Rollen Thosts bei den „Seelbacher Freilichtspielen“ waren Polonius in Hamlet (2012), der Handwerker Zettel in Ein Sommernachtstraum (2016) und der Kurfürst Friedrich in Luther (2017). 2019 sollte er dort den König Alonso in Shakespeares Spätwerk Der Sturm spielen, musste sich jedoch noch vor Probenbeginn einer Darmoperation unterziehen.

### Film und Fernsehen
Seit den 1960er Jahren wirkte Thost in zahlreichen, auch internationalen, Kinofilmen und Fernsehproduktionen mit. In den 1970er Jahren arbeitete er häufig mit Regisseuren des Neuen Deutschen Films zusammen, die ihn für prägnante Nebenrollen verpflichteten. Er drehte mit Hans-Jürgen Syberberg (Protokollführer in Karl May), Hans W. Geißendörfer („Der Kurzsichtige“ in Die Wildente) und mehrfach mit Volker Schlöndorff. Thost spielte unter dessen Regie den Chopin in Der Fangschuß, den Gefreiten Lankes in Die Blechtrommel und 1984 den linkischen Versager Saniette in Eine Liebe von Swann.
In der US-amerikanischen Miniserie Holocaust – Die Geschichte der Familie Weiß spielte er 1978 eine kleine Rolle als Kapo Melnick. 1993 übernahm er eine kleine Rolle als Hofbeamter in der internationalen Koproduktion Die drei Musketiere. In der ORF-Kultserie Kaisermühlen Blues wirkte er in zwei Folgen als Schiffskapitän mit.

### Privates
Thost war verheiratet und Vater von zwei Töchtern. Seine Tochter Katja Thost-Hauser (* 1972), die als Schauspielerin, Regisseurin und Autorin künstlerisch tätig ist, übernahm 2015 von ihrem Vater die Intendanz und Regiearbeiten bei den „Seelbacher Freilichtspielen.“ Bruno Thost starb am Morgen des 28. August 2019 im Alter von 83 Jahren im Lahrer Krankenhaus (Ortenau Klinikum Lahr-Ettenheim).

## Filmografie (Auswahl)
- 1960: Der Hauptmann von Köpenick
- 1970: Percy Stuart
- 1970: Der Kurier der Kaiserin
- 1971: Hamburg Transit, Folge: Ein Strich durch die Rechnung
- 1972: Die Abenteuer des braven Soldaten Schwejk
- 1973: Hallo – Hotel Sacher … Portier!
- 1974: Karl May
- 1976: Die Wildente
- 1976: Bomber & Paganini
- 1976: Der Fangschuß
- 1976: Tatort: Annoncen-Mord
- 1976: Die Wölfin vom Teufelsmoor
- 1978: Holocaust – Die Geschichte der Familie Weiss
- 1979: Die Blechtrommel
- 1979: Tödliche Botschaft (The Lady Vanishes)
- 1982: Kottan ermittelt
- 1983: Der grüne Stern
- 1984: Eine Liebe von Swann
- 1986: Der Leihopa
- 1989: Großstadtrevier
- 1991: Ein Schloß am Wörthersee
- 1993: Die drei Musketiere (The Three Musketeers)
- 1994: Kommissar Rex
- 1997: Ein idealer Kandidat
- 1998: Fröhliche Chaoten
- 1998–1999: Kaisermühlen Blues
- 1999: Medicopter 117 – Jedes Leben zählt
- 1999: Julia – Eine ungewöhnliche Frau
- 2018: Dennstein & Schwarz – Sterben macht Erben